# Elastische Rückstreudetektionsanalyse
Elastische Rückstreudetektionsanalyse (Elastic Recoil Detection Analysis, kurz ERDA) ist eine Methode in der Physik und Materialwissenschaft, um Aussagen über Materialzusammensetzungen zu gewinnen. 
Bei der ERDA wird ein Teilchenstrahl schwerer Ionen (z. B. Ar, Ni, Kr oder Xe) auf eine Probe geschossen, also ein Ionenstrahl. Die Teilchenenergie liegt dabei im Bereich von 0,5 – 3 MeV pro Nukleon. Im Gegensatz zu Rutherford-Backscattering-Spectrometry-(RBS-)Analysen wird hierbei unter Vorwärtswinkeln detektiert.
Des Weiteren wird nicht der gestreute Teilchenstrahl selbst nachgewiesen, sondern die von diesem aus der Probe gestreuten Teilchen.
Mittels eines {\displaystyle \Delta }E-E-Zählers kann somit nicht nur die Energie des Teilchens, das gestreut wurde, nachgewiesen werden (wie bei RBS), sondern auch, um welches Teilchen es sich handelt.
ERDA-Messungen werden vor allem zur Detektion leichter Elemente verwendet. Entsprechend ist ERDA ein komplementäres Verfahren zu RBS.